# همفري ديكسون
همفري ديكسون (بالإنجليزية: Humphrey Dixon)‏ هو مونتير بريطاني، ولد في القرن العشرين.

## وصلات خارجية
- همفري ديكسون على موقع IMDb (الإنجليزية)
- همفري ديكسون على موقع ألو سيني (الفرنسية)
- همفري ديكسون على موقع أول موفي (الإنجليزية)
- همفري ديكسون على موقع قاعدة بيانات الأفلام السويدية (السويدية)
- همفري ديكسون على موقع قاعدة بيانات الفيلم (الإنجليزية)
- همفري ديكسون على موقع كينوبويسك (الروسية)